# Natação no Campeonato Mundial de Esportes Aquáticos de 2024 - 200 m medley masculino

A prova dos 200 metros medley masculino da natação no Campeonato Mundial de Esportes Aquáticos de 2024 foi realizada nos dias 14 e 15 de fevereiro de 2024 em Doha, no Catar.

## Formato da competição
A competição consiste em três rodadas: eliminatórias, semifinais e final. Os nadadores com os 16 melhores tempos nas baterias preliminares avançam as semifinais. Já os nadadores com os 8 melhores tempos nas semifinais avançam a final. Desempates (swim-offs) são utilizados conforme necessário para quebrar os empates de avanço a próxima rodada.

## Cronograma
Todos os horários estão na hora local (UTC+3).
| Data            | Hora  | Evento        |
| --------------- | ----- | ------------- |
| 14 de fevereiro | 10:16 | Eliminatórias |
| 14 de fevereiro | 20:29 | Semifinais    |
| 15 de fevereiro | 20:03 | Final         |

## Recordes
Antes desta competição, os recordes mundiais e do campeonato nesta prova eram os seguintes:
| Tipo                  | Atleta      | Tempo     | Local  | Data                |
| --------------------- | ----------- | --------- | ------ | ------------------- |
|                       | Ryan Lochte | 1m 54s 00 | Xangai | 28 de julho de 2011 |
| Recorde do campeonato | Ryan Lochte | 1m 54s 00 | Xangai | 28 de julho de 2011 |

## Medalhistas
| Ouro                 | Prata                          | Bronze                    |
| Finlay Knox · Canadá | Carson Foster · Estados Unidos | Alberto Razzetti · Itália |

## Resultados

### Eliminatórias
Esses foram os resultados das eliminatórias. A prova foi realizada no dia 14 de fevereiro com início às 10:16.
| Pos. | Bateria | Raia | Nadador                 | Nacionalidade          | Tempo   | Notas |
| ---- | ------- | ---- | ----------------------- | ---------------------- | ------- | ----- |
| 1    | 3       | 3    | Jérémy Desplanches      | Suíça                  | 1:58.17 | Q     |
| 2    | 3       | 5    | Daiya Seto              | Japão                  | 1:58.26 | Q     |
| 3    | 3       | 4    | Carson Foster           | Estados Unidos         | 1:58.71 | Q     |
| 4    | 3       | 6    | Riki Abe                | Japão                  | 1:59.48 | Q     |
| 4    | 5       | 3    | Finlay Knox             | Canadá                 | 1:59.48 | Q     |
| 6    | 4       | 6    | Gabriel Lopes           | Portugal               | 1:59.80 | Q     |
| 7    | 5       | 7    | Zhang Zhanshuo          | China                  | 1:59.87 | Q     |
| 8    | 5       | 4    | Duncan Scott            | Grã-Bretanha           | 1:59.91 | Q     |
| 9    | 5       | 5    | Alberto Razzetti        | Itália                 | 2:00.14 | Q     |
| 10   | 4       | 3    | Matthew Sates           | África do Sul          | 2:00.28 | Q     |
| 11   | 5       | 6    | Lewis Clareburt         | Nova Zelândia          | 2:00.37 | Q     |
| 12   | 4       | 2    | Balázs Holló            | Hungria                | 2:00.40 | Q     |
| 13   | 4       | 4    | Shaine Casas            | Estados Unidos         | 2:00.46 | Q     |
| 14   | 3       | 2    | Lorne Wigginton         | Canadá                 | 2:00.63 | Q     |
| 15   | 5       | 1    | Jaouad Syoud            | Argélia                | 2:01.13 | Q     |
| 16   | 3       | 7    | Kim Min-suk             | Coreia do Sul          | 2:01.52 | Q     |
| 17   | 3       | 8    | Anže Ferš Eržen         | Eslovênia              | 2:01.71 |       |
| 18   | 3       | 9    | Robert-Andrei Badea     | Roménia                | 2:01.78 |       |
| 19   | 3       | 1    | Vadym Naumenko          | Ucrânia                | 2:01.87 |       |
| 20   | 4       | 5    | Hugo González           | Espanha                | 2:02.10 |       |
| 21   | 5       | 8    | Miroslav Knedla         | Chéquia                | 2:02.44 |       |
| 22   | 2       | 3    | Richard Nagy            | Eslováquia             | 2:02.89 |       |
| 23   | 2       | 5    | Munzer Kabbara          | Líbano                 | 2:03.31 |       |
| 24   | 4       | 1    | Wang Hsing-hao          | Taipé Chinesa          | 2:03.85 |       |
| 25   | 2       | 4    | Daniil Pancerevas       | Lituânia               | 2:04.16 |       |
| 26   | 4       | 8    | Erick Gordillo          | Gana                   | 2:04.34 |       |
| 27   | 4       | 0    | Trần Hưng Nguyên        | Vietname               | 2:04.75 |       |
| 28   | 2       | 2    | Jarod Arroyo            | Porto Rico             | 2:04.83 |       |
| 29   | 5       | 0    | Tomas Peribonio         | Equador                | 2:04.97 |       |
| 30   | 2       | 7    | Tan Khai Xin            | Malásia                | 2:05.08 |       |
| 31   | 2       | 6    | Ronan Wantenaar         | Namíbia                | 2:05.16 |       |
| 32   | 5       | 9    | José Martínez           | México                 | 2:05.21 |       |
| 33   | 3       | 0    | Patrick Groters         | Aruba                  | 2:05.59 |       |
| 34   | 2       | 8    | Simon Bachmann          | Seicheles              | 2:07.85 |       |
| 35   | 1       | 4    | Filipe Gomes            | Malawi                 | 2:12.53 |       |
| 36   | 4       | 9    | Dulyawat Kaewsriyong    | Tailândia              | 2:14.64 |       |
| 37   | 2       | 0    | Caio Lobo               | Moçambique             | 2:15.55 |       |
| –    | 4       | 7    | Andreas Vazaios         | Grécia                 | DNS     | DNS   |
| –    | 5       | 2    | Carles Coll Martí       | Espanha                | DNS     | DNS   |
| –    | 1       | 3    | Josh Kirlew             | Jamaica                | DSQ     | DSQ   |
| –    | 1       | 5    | Isaiah Aleksenko        | Marianas Setentrionais | DSQ     | DSQ   |
| –    | 2       | 1    | Esteban Nuñez del Prado | Bolívia                | DSQ     | DSQ   |

### Semifinais
Esses foram os resultados das semifinais. A prova foi realizada no dia 14 de fevereiro com início às 20:29.
| Pos. | Bateria | Raia | Nadador            | Nacionalidade  | Tempo   | Notas |
| ---- | ------- | ---- | ------------------ | -------------- | ------- | ----- |
| 1    | 2       | 5    | Carson Foster      | Estados Unidos | 1:57.13 | Q     |
| 2    | 2       | 1    | Shaine Casas       | Estados Unidos | 1:57.62 | Q     |
| 3    | 1       | 6    | Duncan Scott       | Grã-Bretanha   | 1:57.83 | Q     |
| 4    | 1       | 4    | Daiya Seto         | Japão          | 1:57.85 | Q     |
| 5    | 2       | 2    | Alberto Razzetti   | Itália         | 1:58.21 | Q     |
| 6    | 2       | 3    | Finlay Knox        | Canadá         | 1:58.50 | Q     |
| 7    | 2       | 7    | Lewis Clareburt    | Nova Zelândia  | 1:58.59 | Q     |
| 8    | 2       | 6    | Zhang Zhanshuo     | China          | 1:58.98 | Q     |
| 9    | 2       | 4    | Jérémy Desplanches | Suíça          | 1:59.08 |       |
| 10   | 1       | 5    | Riki Abe           | Japão          | 1:59.60 |       |
| 11   | 2       | 8    | Jaouad Syoud       | Argélia        | 2:00.11 |       |
| 12   | 1       | 3    | Gabriel Lopes      | Portugal       | 2:00.27 |       |
| 13   | 1       | 1    | Lorne Wigginton    | Canadá         | 2:00.32 |       |
| 14   | 1       | 7    | Balázs Holló       | Hungria        | 2:00.39 |       |
| 15   | 1       | 8    | Kim Min-suk        | Coreia do Sul  | 2:00.75 |       |
| 16   | 1       | 2    | Matthew Sates      | África do Sul  | 2:01.21 |       |

### Final
A final foi realizada em 15 de fevereiro às 20:03.
| Pos.              | Raia | Nadador          | Nacionalidade  | Tempo   | Notas            |
| ----------------- | ---- | ---------------- | -------------- | ------- | ---------------- |
| Medalha de ouro   | 7    | Finlay Knox      | Canadá         | 1:56.64 | Recorde nacional |
| Medalha de prata  | 4    | Carson Foster    | Estados Unidos | 1:56.97 |                  |
| Medalha de bronze | 2    | Alberto Razzetti | Itália         | 1:57.42 |                  |
| 4                 | 6    | Daiya Seto       | Japão          | 1:57.54 |                  |
| 5                 | 5    | Shaine Casas     | Estados Unidos | 1:57.73 |                  |
| 6                 | 3    | Duncan Scott     | Grã-Bretanha   | 1:57.75 |                  |
| 7                 | 1    | Lewis Clareburt  | Nova Zelândia  | 1:58.66 |                  |
| 8                 | 8    | Zhang Zhanshuo   | China          | 1:59.17 |                  |

Legenda
| Recorde mundial       | Recorde mundial (World record)               |                       | Recorde africano                      | Recorde africano (African) |                                           | Q | Classificado por posição (Qualified) |
| Recorde do campeonato | Recorde do campeonato (Championship record)  | Recorde da América    | Recorde da América (Americas)         | q                          | Classificado por melhor tempo (Qualified) |   |                                      |
| Melhor marca do ano   | Melhor marca do ano (World leading)          | Recorde asiático      | Recorde asiático (Asian)              | DNS                        | Não largou (Did not start)                |   |                                      |
| Recorde nacional      | Recorde nacional (National record)           | Recorde europeu       | Recorde europeu (European)            | DNF                        | Não terminou (Did not finish)             |   |                                      |
| Recorde pessoal       | Recorde pessoal do atleta (Personal best)    | Recorde da Oceania    | Recorde da Oceania (Oceania)          | DSQ / DQ                   | Desclassificado (Disqualified)            |   |                                      |
| Recorde da temporada  | Recorde da temporada do atleta (Season best) | Recorde sul-americano | Recorde sul-americano (South America) | NM                         | Sem marca (No mark)                       |   |                                      |